# Ngbundu
Le ngbundu est une langue oubanguienne (banda) mineure de la République démocratique du Congo.

## Source
- (en) Cet article est partiellement ou en totalité issu de l’article de Wikipédia en anglais intitulé « Ngbundu language » (voir la liste des auteurs).